# 藤枝英義
藤枝（太郎）英義（ふじえだ（たろう）てるよし、文政6年（1823年） - 明治9年（1876年）5月24日）は、江戸時代末期の刀工。

## 生涯
藤枝英義は上野国那波郡川井村（現・群馬県佐波郡玉村町）に父・藤枝英一（ふじえだ てるかず）と母・みゑ（高崎藩の儒臣・江積積善の娘）の長男に生まれる。通称は繁太郎（または太郎作、治廣）。英義の弟の英利（鈴藤勇次郎）は勝海舟らとともに軍艦・咸臨丸の万延元年遣米使節で渡米したことで知られる。
父の藤枝英一は、鍛冶を業とする鈴木家に生まれ、通称は政右衛門（または政之進）。長ずるに高崎藩お抱えの刀工であった小島震鱗子克一に鍛刀を学び、玉鱗子と号した。天保8年（1837年）､49歳で川越藩士の鉄砲鍛冶・藤枝家の名跡を継ぎ武蔵国川越に移り、天保11年（1840年）には川越藩主・松平斉典が自ら鍛刀する際の相手役に抜擢されるなど川越藩お抱えの刀鍛冶となった。
嘉永4年（1851年）に英一が糖尿病で没すると、英一の141人もの門弟の中から業を継いだのが実子の英義である。英義は英一から鍛刀の技を学び、その後は細川正義に入門し技に磨きをかけた。初銘は「治廣」、細川正義より皆伝を受けた後は、父・英一の「英」と師・正義の「義」を継いで「英義」と銘を切る。嘉永6年（1853年）、鉄砲鍛冶から刀鍛冶への家業替えを申し付けられ、晴れて川越藩お抱えの刀工となる。英義は秘伝書の中で自らの系譜を「手柄山正繁、震鱗子克一、玉鱗子英一、英一二代目英義」と記し、手柄山正繁系の刀工であることをうかがわせる。
英義は江戸に出て、江戸幕府の試し斬り御用・山田浅右衛門に新身の試し斬りを依頼するなど鍛刀の道に精進を重ねた。好学の刀工・南海太郎朝尊はその著書『新刀銘集録』で英義を「当今江戸無類の上手也、未だ壮年に付鍛錬妙所に至るの鍛工家なるべし」と激賞した。
時代は外国船の来航が続き江戸湾防衛を担った川越藩では武備増強が急がれたことから、藩命により英義一門は、長巻、刀、薙刀それぞれ二百振の作刀を行い、また槍の鍛錬も行った。これらはいずれも精妙な仕上がりで、今日でも各地の指定有形文化財（工芸品）として所蔵されている。
明治4年（1871年）の廃藩置県後は、英義は生地近くの飯倉村（現・玉村町飯倉）の慈恩寺に転居し、農具を作ったり村人の相談に応じたりして過ごした。明治9年（1876年）、廃刀令が出された同じ年の5月24日、病で没した。享年54。戒名は「賢光院英義居士」。